# Campionati europei di atletica leggera indoor 1988 - 800 metri piani femminili
I 800 metri piani si sono tenuti il 5 e il 6 marzo 1988 presso lo Sportcsarnok di Budapest, in Ungheria.

## Risultati

### Batterie
Qualificazione: le prime due di ogni batteria (Q) e i 4 seguenti migliori tempi (q) vanno alle Semifinali.

#### Batteria 1
Sabato 5 marzo 1988.
| Posizione | Corsia | Nome                | Nazionalità    | Tempo   | Note                          |
| --------- | ------ | ------------------- | -------------- | ------- | ----------------------------- |
| 1         | -      | Sabine Zwiener      | Germania Ovest | 2'07"26 | Q                             |
| 2         | -      | Slobodanka Čolović  | Jugoslavia     | 2'07"48 | Q                             |
| 3         | -      | Yvonne Van Der Kolk | Paesi Bassi    | 2'07"66 | Miglior prestazione personale |
| 4         | -      | Anushka Dimitrova   | Bulgaria       | 2'07"69 |                               |
| 5         | -      | Erika Rossi         | Italia         | 2'10"99 | Miglior prestazione personale |
| -         | -      | Erika Zenze         | Austria        | dns     |                               |

#### Batteria 2
| Posizione | Corsia | Nome               | Nazionalità    | Tempo   | Note |
| --------- | ------ | ------------------ | -------------- | ------- | ---- |
| 1         | -      | Montserrat Pujol   | Spagna         | 2'05"61 | Q    |
| 2         | -      | Dawn Gandy         | Regno Unito    | 2'06"38 | Q    |
| 3         | -      | Giuseppina Cirulli | Italia         | 2'07"47 | q    |
| -         | -      | Gaby Bussman       | Germania Ovest | dns     |      |
| -         | -      | Nathalie Thoumas   | Francia        | dns     |      |

#### Batteria 3
| Posizione | Corsia | Nome                | Nazionalità      | Tempo   | Note                          |
| --------- | ------ | ------------------- | ---------------- | ------- | ----------------------------- |
| 1         | -      | Olga Nelyubova      | Unione Sovietica | 2'04"95 | Q                             |
| 2         | -      | Gabriela Sedláková  | Cecoslovacchia   | 2'05"50 | Q                             |
| 3         | -      | Rosa-Maria Colorado | Spagna           | 2'05"51 | q                             |
| 4         | -      | Nicoletta Tozzi     | Italia           | 2'07"64 | Miglior prestazione personale |
| -         | -      | Sigrun Wodars       | Germania Est     | dns     |                               |

#### Batteria 4
| Posizione | Corsia | Nome             | Nazionalità    | Tempo   | Note |
| --------- | ------ | ---------------- | -------------- | ------- | ---- |
| 1         | -      | Gabi Lesch       | Germania Ovest | 2'05"88 | Q    |
| 2         | -      | Mónika Bálint    | Ungheria       | 2'06"04 | Q    |
| 3         | -      | Janet Bell       | Regno Unito    | 2'06"08 | q    |
| 4         | -      | Desirée De Leeuw | Paesi Bassi    | 2'07"16 | q,   |
| -         | -      | Karoline Kaefer  | Austria        | dns     |      |

### Semifinali
Qualificazione: le prime tre di ogni semifinale (Q) vanno alla Finale.

#### Semifinale 1
Sabato 5 marzo 1988.
| Posizione | Corsia | Nome               | Nazionalità      | Tempo   | Note                          |
| --------- | ------ | ------------------ | ---------------- | ------- | ----------------------------- |
| 1         | -      | Olga Nelyubova     | Unione Sovietica | 2'03"93 | Q                             |
| 2         | -      | Gabi Lesch         | Germania Ovest   | 2'04"02 | Q                             |
| 3         | -      | Slobodanka Čolović | Jugoslavia       | 2'04"35 | Q                             |
| 4         | -      | Montserrat Pujol   | Spagna           | 2'04"49 |                               |
| 5         | -      | Dawn Gandy         | Regno Unito      | 2'04"50 | Miglior prestazione personale |
| 6         | -      | Desirée De Leeuw   | Paesi Bassi      | 2'08"96 |                               |

#### Semifinale 2
| Posizione | Corsia | Nome                | Nazionalità    | Tempo   | Note                          |
| --------- | ------ | ------------------- | -------------- | ------- | ----------------------------- |
| 1         | -      | Sabine Zwiener      | Germania Ovest | 2'03"20 | Q                             |
| 2         | -      | Gabriela Sedláková  | Cecoslovacchia | 2'03"40 | Q                             |
| 3         | -      | Janet Bell          | Regno Unito    | 2'04"28 | Q                             |
| 4         | -      | Rosa-Maria Colorado | Spagna         | 2'04"50 |                               |
| 5         | -      | Giuseppina Cirulli  | Italia         | 2'04"95 | Miglior prestazione personale |
| 6         | -      | Mónika Bálint       | Ungheria       | 2'05"12 |                               |

### Finale
| Record mondiale       | Christine Wachtel    | 1'56"40 | Vienna   | 13 febbraio 1988 |
| Record dei Campionati | Milena Matejkovičová | 1'59"52 | Göteborg | 4 marzo 1984     |
| Capolista stagionale  | Christine Wachtel    | 1'56"40 | Vienna   | 13 febbraio 1988 |

Domenica 6 marzo 1988.
| Pos.    | Corsia | Atleta             | Età | Nazione          | Tempo   | Note                          |
| ------- | ------ | ------------------ | --- | ---------------- | ------- | ----------------------------- |
| Oro     | -      | Sabine Zwiener     | 20  | Germania Ovest   | 2'01"19 | Miglior prestazione personale |
| Argento | -      | Olga Nelyubova     | 23  | Unione Sovietica | 2'01"61 |                               |
| Bronzo  | -      | Gabi Lesch         | 23  | Germania Ovest   | 2'01"85 |                               |
| 4       | -      | Slobodanka Čolović | 23  | Jugoslavia       | 2'02"34 |                               |
| 5       | -      | Janet Bell         | 29  | Regno Unito      | 2'02"70 | Miglior prestazione personale |
| 6       | -      | Gabriela Sedláková | 20  | Cecoslovacchia   | 2'05"59 |                               |